# إي إف
«EF التعليم اولا» (اختصار Education First) أحد المؤسسات التعليمية المتخصصة في التدريب اللغوي والسفر التعليمي وبرامج الشهادات الاكاديمية والتبادل الثقافي. انشئت الشركة عام 1965 في بلدة الجامعة السويدية «لوند» على يد «بيرتل هولت» وكانت معروفة باسم يوروبيسكا فيروسكولان «مدرسة الإجازة الاوربية». شركة EF خاصة ويمتلكها عائلة هولت، ومقرها الرئيسي «لوسييم» في سويسرا.
تمتلك EF أكثر من 400 مدرسة وتعتبر أكبر الشركات التعليمية الخاصة في العالم. يعمل في الشركة حوالي 34 الف موظف في الفروع الستة عشر والمنظمات الغير ربحية المتمثلة في 50 دولة حول العالم.
مَولت EF خدمات التدريب اللغوي للالعاب الأولمبية رسمياً عام 2008 في بكين. كما تم منح الشركة ذات المهمة لاولمبيات شتاء 2014 في «سوشي». ويستفاد حوالي 70 الف عامل ومتطوع في الأولمبيات والعاملين في قطاع السياحة من استخدام مصادر EF التعليمية على الانترنت لتعلم اللغة الإنجليزية للمشاركة بفاعلية أكثر في الاعدادت لاولمبيات 2014.
«EF الإنجليزية اولاً» هي قسم من اقسام «EF التعليم اولاً» لتعلم اللغة الإنجليزية، English-language training (ELT).
تقدم«EF التعليم اولاً» خدمات تدريبية للغة الإنجليزية للكبار وصغار السن في الصين واندونيسيا وروسيا.
مدرسة هولت للتجارة الدولية "Hult International Business School" تابعة لمؤسسة EF التعليمية وتم تسميتها باسم مؤسسها «بيرتل هولت». تقدم المدرسة التجارية برامج للحصول على درجات علمية مثل ماجستير إدارة الأعمال وماجستير إدارة الأعمال التنفيذية وشهادات البكالوريوس. توجد المدرسة في 7 بلاد حول العالم: بوسطن، سان فرانسيسكو، لندن، دبي، شنغهاي، نيويورك وسان باولو. «هولت» هو الراعي الرسمي والمنظم لجائزة هولت السنوية "Hult Prize" والمعروفة مسبقاً باسم "Hult Global Case Challenge" والهادفة لتحفيز شباب الخريجين من المدارس التجارية للارتقاء بالمجتمعات من خلال ريادة الأعمال.
"Cultural Care Au Paris" قسم من اقسام EF متخصص في تنظيم الإقامة مع عائلات أمريكية. وهي أحد المنظمات الاربعة عشر المعينة لرعاية US J-1 au pair visa.
كما تنشر «EF التعليم اولاً» مؤشر كفاءة اللغة الإنجليزية "EF English Proficiency Index (EF EPI)" وهو عبارة عن ترتيب البلاد حسب قدراتهم اللغوية للغة الإنجليزية. ولقد نشر اخر تقرير في أكتوبر 2012.

## روابط خارجية
- EF Education website
- EF English Live